# بيبي تي في
بيبي تي في (بالإنجليزية: BabyTV)‏ هي قناة تلفزيونية دولية متعددة اللغات للأطفال الرضع والأطفال الصغار والآباء، مملوكة لمجموعة Fox Networks ، وهي شركة تابعة لقسم العمليات الدولية في شركة والت ديزني. تم إطلاق بيبي تي في في عام 2003 ، ويتم توزيعه في أكثر من 100 دولة، ويتم بثه بـ 18 لغة (اعتبارًا من 2013). القناة لا تبث إعلانات تلفزيونية. في الولايات المتحدة، يتم توزيع القناة من قبل مجموعة ديزني–اي بي سي التلفزيونية ، إلى جانب فوكس لايف.
اما في الوطن العربي تبث القناة مشفرة على شبكتي OSN وbeIN و تم إغلاق القناة لوقت لاحق

## وصلات خارجية
- الموقع الرسمي